# Cupido cornelia
Cupido cornelia är en fjärilsart som beskrevs av Freyer 1852. Cupido cornelia ingår i släktet Cupido och familjen juvelvingar. Inga underarter finns listade i Catalogue of Life.